# Doo Doo Doo Doo Doo (Heartbreaker)
Doo Doo Doo Doo Doo (Heartbreaker) è un brano musicale dei The Rolling Stones, quarta traccia dell'album Goats Head Soup del 1973 e secondo singolo estratto dal disco in questione.

## Il brano
Scritto da Mick Jagger & Keith Richards, il testo di Doo Doo Doo Doo Doo (Heartbreaker) si riferisce a due storie di cruda violenza urbana: la prima racconta di un agente della polizia di New York che spara ad un ragazzo scambiandolo per un rapinatore di banca, mentre la seconda tratta di una ragazzina di dieci anni che muore in uno squallido vicolo per overdose di droga.
Dopo aver raccontato la storia del poliziotto che spara alla persona sbagliata, Jagger canta:
I want to tear your world apart»
Voglio fare a pezzi il tuo mondo»
(Doo Doo Doo Doo Doo (Heartbreaker), Rolling Stones)
La pistola calibro .44 Magnum era stata resa recentemente famosa dal film del 1971 Ispettore Callaghan: il caso Scorpio è tuo!, nel quale Clint Eastwood nei panni dell'ispettore di polizia Harry Callaghan utilizzava "la pistola più potente al mondo" per ripulire le strade dal crimine. Il testo è completato dalla musica, che la rivista Rolling Stone descrisse come "R&B urbano", a causa delle influenze funk e della prominente parte di clavinet suonata da Billy Preston contenute nel brano.
Doo Doo Doo Doo Doo (Heartbreaker) venne inizialmente registrata in Giamaica tra il novembre e il dicembre 1972 in una prima versione, per poi essere ri-registrata l'estate seguente. Jim Price arrangiò la sezione fiati della traccia e suonò il sax, mentre Chuck Findley prese il posto di Price alla tromba. Mick Taylor si occupò di suonare la parte di chitarra solista (che contiene l'utilizzo del pedale wah-wah, e di un altoparlante Leslie), Richards suonò il basso; Preston il clavinet (anch'esso con effetto wah-wah), e un RMI Electra Piano. Pubblicato soltanto negli Stati Uniti come secondo singolo (B-side Dancing with Mr. D) estratto da Goats Head Soup (dopo il successo della precedente Angie), il brano raggiunse la posizione numero 15 della classifica di Billboard Hot 100.

## Tracce singolo USA
1. Doo Doo Doo Doo Doo (Heartbreaker) (Jagger/Richards) - 3:27
2. Dancing with Mr. D (Jagger/Richards) – 4:53

## Formazione
The Rolling Stones
- Mick Jagger - voce, cori
- Keith Richards - basso, cori
- Mick Taylor - chitarra, cori
- Charlie Watts - batteria

Altri musicisti
- Billy Preston - clarinetto, piano
- Bobby Keys - sassofono tenore
- Jim Horn - sassofono alto
- Chuck Findley - tromba